# Abelia schumannii
Abelia schumannii là một loài thực vật có hoa thuộc họ Kim ngân. Đây là loài bản địa của miền trung Trung Quốc, phân bố từ miền nam Cam Túc đến các tỉnh phía bắc Vân Nam. Abelia schumannii là một loại cây bụi bán thường xanh. Cây ra hoa vào cuối mùa hè và mùa thu. Hoa có màu hồng, đài hoa màu đỏ.